# 小行星2349
小行星2349（2349 Kurchenko）是一颗围绕太阳公转的小行星。1970年7月30日，塔瑪拉·斯米爾諾娃在克里米亚发现了此天体。
該小行星以蘇聯空中服務員娜傑日達·庫爾琴科命名。
这颗小行星的绝对星等为218.81436等。